# Stettin-Rostocker Operation
Die Stettin-Rostocker Operation (russisch Штеттинско-Ростокская операция) vom 20. April bis 5. Mai 1945 war im Zweiten Weltkrieg eine der letzten Operationen der sowjetischen Truppen im Raum Mecklenburg und Vorpommern sowie Teil der Berliner Operation. Im Verlauf dieser Kämpfe wurde die deutsche 3. Panzerarmee an der nördlichen Oderfront durch mehrere sowjetische Armeen der 2. Weißrussischen Front geschlagen und verfolgt. Beim Abschluss der Kämpfe wurde der sowjetische Vormarsch in Vorpommern an der Linie Stralsund–Rostock, in Mecklenburg vor Schwerin und im nördlichen Brandenburg an der Linie Wittstock–Wittenberge an der Demarkationslinie gestoppt und die Verbindung mit den verbündeten Truppen der alliierten 21. Armeegruppe hergestellt.

## Vorgeschichte
Nach der Schlacht um Ostpommern wurden die Truppen der 2. Weißrussischen Front unter Marschall K. K. Rokossowski nach Westen an die nördliche Oder-Front verschoben, um die Truppen der 1. Weißrussischen Front bei der Berliner Operation zu unterstützen. Rokossowskis Front verlief auf etwa 170 Kilometer von der Mündung der Oder, weiter entlang des östlichen Ufers bis südlich nach Schwedt und Oderberg, wo der Anschluss an die 61. Armee der 1. Weißrussischen Front erfolgte. Die Hauptmacht der Front (65., 70. und 49. Armee) wurde zwischen Altdamm und Schwedt konzentriert.
Am 10. April führte Marschall Rokossowski die Erkundung des künftigen Angriffsraumes durch. Es stellte sich heraus, dass die Flussaue zwischen den beiden Armen der Oder überflutet war, es hatte sich ein durchgehender Wasserraum von bis 3 km Breite gebildet, der wegen des flachen Wassers durch Boote schwer passierbar war. Um die überflutete Oder-Aue besser zu überwinden, sollten die Überreste der baufälligen Staudämme genutzt werden. In Folge wurde beschlossen, den Fluss auf der ganzen Strecke gleichzeitig zu überschreiten, und an der Stelle, wo sich der Erfolg zeigte, sofort alle Reserven zum Nachstoßen nachzuführen. Am 13. April begannen sich die Truppen der 2. Weißrussischen Front auf die Offensive vorzubereiten, die 65. Armee besetzte die Ausgangsposition am Brückenkopf von Altdamm bei Ferdinandstein. Südlich davon kamen ab 16. April die Truppen der 70. Armee an der Oder an. Zwischen Kranzfelde bis Nipperwiese etablierte sich die sowjetische 49. Armee, einen Tag früher rückte als südlicher Nachbar die 61. Armee der 1. Weißrussischen Front in ihre Ausgangsstellungen.
Die Truppen der 2. Stoßarmee lösten ab 15. April früh die nördlich der 65. Armee zwischen Kammin und Greifenberg stehenden Teile der polnischen 1. Armee ab. Am selben Tag bezog ein Teil der 19. Armee (W. S. Romanowski) die Ostsee-Küste und löste das 3. Garde-Kavallerie-Korps ab, das einen Übergang nach Schwedt führen sollte.

## Aufmarsch

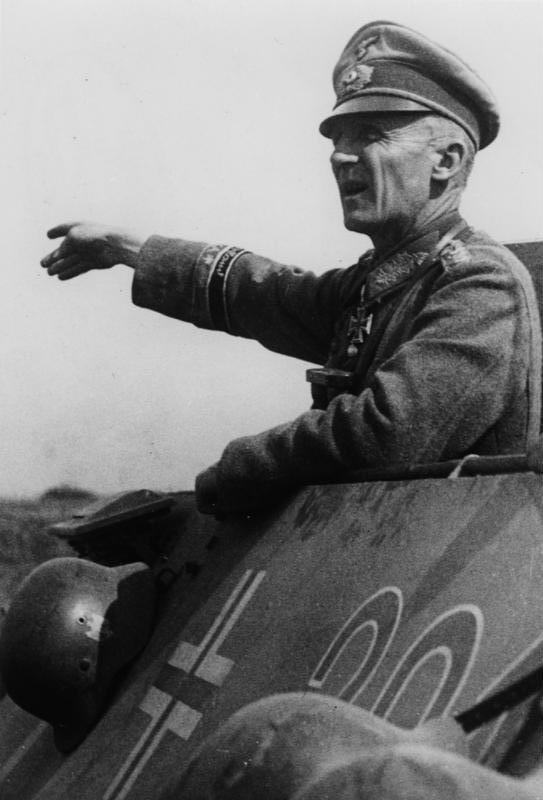
Hasso von Manteuffel

Im Rahmen der Heeresgruppe Weichsel stand die 3. Panzerarmee der sowjetischen Übermacht mit etwa 11 Divisionen und etwa 220 Panzern gegenüber: Von Nord nach Süd standen folgende Formationen unter General der Panzertruppe Hasso von Manteuffel und dessen Stabschef Generalmajor Burkhart Müller-Hillebrand an der Oderfront:
- Verteidigungsbereich Swinemünde (Generalleutnant John Ansat) mit der Ausbildungs-Division 402 (Generalleutnant Siegmund von Schleinitz) am Peene-Abschnitt als Reserve bei Mellenthin, Festung Swinemünde und die 3. Marine-Division (Oberst Henning von Witzleben, später Oberst Fritz Fullriede) zunächst am Ostufer der Halbinsel Wollin. Seekommandant Pommern, zu dessen Gebiet Swinemünde zählte, war Kapitän zur See Johannes Rieve.
- XXXII. Armeekorps (General der Infanterie Friedrich-August Schack) hielt mit der Kampfgruppe Ledebur die Küste am Haff von Neuwarp abwärts, die 549. Volksgrenadier-Division (Generalmajor Karl Jank) südlich davon zwischen Ziegenort bis Pölitz im Raum nördlich von Stettin. Als Reserve fungierte dahinter die Divisionsgruppe „von Ledebur“ (Oberst Hans-Jürgen von Ledebur) und die 281. Infanterie-Division (Generalleutnant Bruno Ortner) beidseitig der Festung Stettin, deren Garnison unter Generalmajor Ferdinand Brühl stand. Erste Teile der 7. Panzerdivision (Oberst Hans Christern) wurden bereits über See aus Danzig herangeführt.
- Das Korps Oder (SS-Obergruppenführer und General der Polizei und Waffen-SS Erich von dem Bach-Zelewski) im Hauptangriffsfeld liegend mit der 610. Infanterie-Division (Oberst Fritz Fullriede) südlich von Stettin bei Kurow beiderseits der Autobahn, mit der Division „Wellmann“ folgend nördlich von Pargow bis südlich Gartz, als Reserve bei Hohenleihe fungierte die Infanterie-Brigade „Klossek“.
- XXXXVI. Panzerkorps (General der Infanterie Martin Gareis) mit der 547. Volksgrenadier-Division (Generalmajor Erich Fronhöfer) beiderseits von Schwedt und südlich davon mit der 1. Marine-Division (Generalmajor Wilhelm Bleckwenn) bis Hohensaaten, wo an der Naht zur 9. Armee die 5. Jäger-Division des CI. Armeekorps (General der Artillerie Wilhelm Berlin) anschloss.
- Als Reserve war im Raum Passow und Löcknitz das III. SS-Panzerkorps (SS-Obergruppenführer und General der Waffen-SS Felix Steiner) mit den Resten der 27. SS-Division „Langemarck“ (SS-Standartenführer Thomas Müller) und der 28. SS-Division „Wallonien“ (SS-Standartenführer Léon Degrelle) verfügbar.
- 18. Panzer-Grenadier-Division (Generalmajor Josef Rauch) im Raum Joachimsthal
- 15. Waffen-Grenadier-Division der SS (lettische Nr. 1) (SS-Brigadeführer und Generalmajor der Waffen-SS Karl Burk)

In der Nacht zum 16. April haben einzelne sowjetische Einheiten die Dämme in der Oderaue besetzt. Der erkannte Aufmarsch der sowjetischen Truppen wurde durch die Artillerie der Festung Stettin behindert. In den folgenden Tagen wurde die Masse der Angriffstruppen nach vorne verlegt. Bis zum 17. April war der Aufmarsch der gepanzerten Reserve, bestehend aus dem 1., 3. und 8. Garde-Panzer- und dem 8. Mechanisierten Korps abgeschlossen. Die ganze Nacht vom 19. auf den 20. April hindurch, bombardierte die sowjetische Luftwaffe die deutschen Verteidigungsanlagen. Um den Feind in die Irre zu führen, wurden Vorbereitungen getroffen, um den Fluss auch nördlich von Stettin mit Truppen der 2. Stoßarmee zu überschreiten.

## Der Angriff über die Oder am 20. April
Die 2. Weißrussische Front zählte 33 Schützendivisionen, drei Artilleriedivisionen und mehrere Artillerie- und Raketenwerferbrigaden. Rokossowskis Front besaß 951 Panzer und Selbstfahrgeschütze sowie 8320 Artilleriegeschütze (davon 2770 Minenwerfer).
Am Morgen des 20. April begann der Angriff der 49., 70. und 65. Armee zwischen Schwedt und Stettin über die Oder, als Reserve wurde die 2. Stoßarmee bereitgestellt. Zu Beginn der Operation wurde die 4. Luftarmee unter General K. A. Werschinin eingesetzt. Die Trennlinie mit der 1. Weißrussischen Front war beim Vormarsch nach Westen an der Linie Arnswalde, Schwedt, Angermünde, Gransee, Wittenberge festgesetzt.

### 2. Weißrussische Front

Marschall Konstantin Rokossowski, Oberbefehlshaber der 2. Weißrussischen Front

19. Armee (Generalleutnant Wladimir Sacharowitsch Romanowski)
- 40. Garde-Schützenkorps – Generalleutnant Semjon Petrowitsch Mikulski
- 134. Schützenkorps – Generalmajor Andrei G. Frolenkow

2. Stoßarmee (Generalleutnant Iwan Iwanowitsch Fedjuninski)
- 108. Schützenkorps – Generalleutnant Vitali Polenow
- 98. Schützenkorps – Generalleutnant Georgi Iwanowitsch Anisimow
- 116. Schützenkorps – Generalmajor Fjodor Kusmitsch Fetisow

65. Armee (Generaloberst Pawel Batow)
- 37. Garde-Schützendivision
- 105. Schützenkorps – Generalleutnant Dmitri Alexejew
- 46. Schützenkorps – Generalleutnant Konstantin Maximowitsch Erastow
- 18. Schützenkorps – Generalleutnant Nikita Jemeljanowitsch Tschuwakow
- ab 22. April 1. Garde-Panzerkorps, Generalmajor Michail Fedorowitsch Panow mit 15., 16. und 17. Garde-Panzerbrigade sowie 30. Panzerbrigade

70. Armee (Generaloberst Wassili Stepanowitsch Popow)
- 96. Schützenkorps – Generalleutnant Jakub Jangirowitsch Tschanyshew
- 47. Schützenkorps – Generalleutnant Michail Iwanowitsch Dratwin
- 114. Schützenkorps – Generalleutnant Dmitri Iwanowitsch Rjabyschew
- 3. Garde-Panzer Korps, Generalleutnant Alexei Pawlowitsch Panfilow mit 3., 18. und 19. Panzerbrigade sowie 2. Garde-Schützen-Brigade
- 3. Garde-Kavalleriekorps, Generalleutnant Nikolai Sergejewitsch Oslikowski mit 5. und 6. Garde- sowie 32. Kavallerie-Division

49. Armee (Generalleutnant Iwan Tichonowitsch Grischin)
- 70. Schützenkorps – Generalleutnant Wassili Terentjew
- 121. Schützenkorps – Generalleutnant Dmitri Iwanowitsch Smirnow
- 8. Garde-mechanisches Korps, Generalmajor Alexander Firsowitsch mit 58., 59. und 60. Garde-mechanisierte Brigade sowie 116. Panzerbrigade

Die 65. Armee, war die erste, die einen Brückenkopf am Westufer des Flusses bilden konnte, wo mit Fähren sofort weitere Truppen nachgeführt wurden. Von 9 Uhr morgens an verbesserte sich das Wetter, die sowjetische Luftwaffe konnte Unterstützung leisten. Bis 13.00 Uhr hatten die Pioniere der 65. Armee im Raum Pritzlow zwei 16 Tonnen schwere Brücken fertiggestellt. Am ersten Tag der Schlacht errichteten Batows Truppen einen Brückenkopf von über 6 Kilometern Breite und 1,5 Kilometer Tiefe. Dorthin wurden zunächst vier Schützendivisionen des 46. und 18. Schützenkorps unter Generalleutnant K. M. Erastow und N. J. Tschuwakow übergesetzt. Nach dem Durchbruch der Verteidigung des Feindes wurde jede Armee durch ein Panzer-Korps verstärkt. Das 3. Garde-Kavallerie-Korps verblieb vorerst hinter der linken Flanke der 49. Armee in Reserve.
Die Truppen der 70. Armee die im Raum Greifenhagen konzentriert waren, gelang es im Raum Gartz ebenfalls am westlichen Ufer Fuß zu fassen, südlich davon hatte auch die 49. Armee erste Erfolge. Ihre Pioniere konnten über den Kanälen im leeren Kampfraum Übergänge errichten, nachdem dieser Raum von der deutschen Verteidigung verlassen worden war. Nach Einschätzung der neuen Situation entschied Rokossowski eine der Übergangsbrücken zur Übersetzung der 2. Stoßarmee einzusetzen, die Festung Stettin sollte aus dem Süden umgangen werden.
General Manteuffel warf alle deutschen Reserven in den Durchbruchsraum der 65. Armee. Mit Unterstützung der Artillerie der Festung Stettin (Generalmajor Ferdinand Brühl) wurden die Truppen der sowjetische 65. Armee auch an der nördlichen Flanke bedroht. Dem separat im Norden Berlins an der Frontlinie Spandau–Oranienburg–Finow-Kanal mit Front nach Süden eingesetzten III. SS-Panzerkorps wurde zur Verstärkung die 4. SS-Polizeidivision (General Walter Harzer) zugeteilt, um die sowjetische Umfassung Berlins aus dem Westen aufzuhalten. Gleichzeitig hatte sich das an der Oder geschlagene CI. Armeekorps (Generalleutnant Sixt) auf den Brückenkopf von Eberswalde zurückgezogen.
Am folgenden Tag rangen die Truppen Rokossowskis um den Ausbau der errichteten Brückenköpfe. Die sowjetische 49. Armee schaffte es, bei Fiddichow Gelände am Westufer der Oder zu sichern, der Ausbruch über Hohenleide zum Randow-Bruch konnte aber noch nicht erreicht werden. Es wurde beschlossen, hier möglichst viele deutsche Truppen zu binden, den nächsten Hauptschlag rechts davon, aus dem Brückenkopf der 65. Armee zu führen.
Am 22. April gelang es der sowjetischen 70. Armee im Raum Gartz ein begrenzter Durchbruch in Richtung auf Petershagen, wo schwache Gegenstöße der 27. SS-Grenadier-Division abgeschlagen wurden. Am 23. April war es möglich, über die Kanäle eine Brücke mit einer Nutzlast von 60 Tonnen zu errichten, die sofort durch deutsches Artilleriefeuer eingedeckt wurde. Obwohl einige Pontons beschädigt wurden, wurde die Brücke repariert und die deutschen Batterien zerstört. Sowjetische Panzer begannen danach sofort die Oder zu überqueren. Die letzten 300 bis 400 Verteidiger von Schwedt hatten sich bereits am 24. April auf Fahrrädern in Richtung auf Parchim abgesetzt.
Am südlichen Abschnitt der 3. Panzerarmee war bereits die sowjetische 2. Garde-Panzerarmee (General Bogdanow) zur Havel vorgestoßen, die durch den Spandauer Forst auf Dolgow vorgehenden Kräfte konnte die Straße nach Havelberg abschneiden. Auf breiter Front erreichten das über Hennigsdorf durchgebrochene 9. Garde-Panzerkorps und das 8. Kavalleriekorps die Linie Ferch–Drewitz–Güterfelde. Die bereits dezimierte 25. Panzer-Grenadier-Division des CI. Armeekorps gab den Brückenkopf am Finow-Kanal bei Eberswalde auf und wurde dem III. SS-Panzerkorps zugeführt. Sie übernahm die Sicherung am Hohenzollernkanal und sollte bei Germersheim einen Entlastungsangriff nach Süden auf Spandau führen, um die jetzt im Raum Ketzin erreichte Verbindung der sowjetischen Fronten wieder aufzureißen.
Bis zum 25. April hatten im Norden Einheiten der 65. und 70. Armee den westlichen Brückenkopf an der Oder auf etwa 8 km Tiefe erweitert. Das 1. Garde-Panzerkorps (General Panow) vollendete den Durchbruch an der deutschen Verteidigungszone. An diesem Tag war der Vormarsch der südlicher stehenden 70. Armee bedeutungsvoller. Unter Ausnutzung der Tatsache, dass der Feind seine Reserven gegen die 65. Armee warf, konnten jetzt auch die Schützendivisionen der 70. Armee vorgehen und am Ende des Tages mehr als 15 km tief vordringen. Der Vormarsch wurde vorübergehend durch den Randow-Bruch aufgehalten, wo sich die zweite Verteidigungslinie der Deutschen befand. Die 49. Armee an der linken Flanke überwand die Oder, indem sie die Übergänge der Nachbararmee nutzte und am Abend 5–6 km vorrückte. Auf deutscher Seite wurden die Reste der 25. Panzer-Grenadier-Division (Generalmajor Arnold Burmeister) aus dem Brückenkopf südlich des Ruppiner Kanals nach Kremmen verlegt um den sowjetischen Durchbruch bei Oranienburg zu verzögern.
Am 26. April stürmten Truppen der 65. Armee die Stadt Stettin, die gegnerische Verteidigung erreichte den Randow-Bruch und setzte den Vorstoß nach Nordwesten fort. Bis zum Abend waren die deutschen Verteidigungsanlagen insgesamt auf einer 20 Kilometer langen Front durchbrochen, nicht nur die verteidigenden Truppen waren geschlagen, auch die neu herangebrachten Reserven wurden jetzt zurückgedrängt. Nach der Eroberung von Schwedt/Oder durch das 70. Schützenkorps (Generalleutnant Terentjew) der 65. Armee zog sich die 3. Panzerarmee in der Nacht vom 26. auf den 27. April aus dem von Süd nach Nord verlaufenden Uecker-Abschnitt zurück und gab damit die letzte Chance auf eine geschlossene Verteidigung auf.

### Verfolgung durch Mecklenburg und Vorpommern
Die Verfolgung der sowjetischen Armeen folgte den neuen Hauptstoßrichtungen:
- Die verstärkte 19. Armee hatte entlang der Küste nach Swinemünde und dann nach Greifswald vorzurücken.
- Die 2. Stoßarmee setzte nördlich Stettin zwei Korps zur Verfolgung in Richtung Anklam an, ihr Ziel war die Küste bei Stralsund und die Säuberung der Inseln Usedom und Rügen.
- Die 65. Armee mit dem 1. Garde-Panzerkorps voran, hatte in nordwestlicher Richtung nordöstlich von Stettin durch die mecklenburgische Seenplatte auf Rostock durchzustoßen und das Meer zu erreichen.
- Die 70. Armee mit dem 3. Garde-Panzerkorps voran, sollte über Prenzlau und Neubrandenburg in Richtung Wismar und Schwerin vorstoßen.
- Die südlich der Strelitzer Seenkette vorgehende 49. Armee, sollte das ihr neu zugeführte 8. mechanisierte Korps und das 3. Garde-Kavallerie-Korps über Templin –Wittstock–Pritzwalk westwärts nach Wittenberge, Lenzen und Ludwigslust zur Elde vorführen.

Am 27. April ging die sowjetische Offensive weiter, die 3. Panzerarmee wich durch die mecklenburgische Seenplatte zurück, der nördliche Armeeflügel war bereits in Auflösung begriffen. Die 19. Armee, die die Gristow-Halbinsel vom Feind gesäubert hatte, näherte sich mit ihrer rechten Flanke Swinemünde. Der rechte Flügel der 1. Marine-Division am Ueckersee wurde durchbrochen. Die Hauptkräfte der 2. Stoßarmee, die entlang der Südküste des Stettiner Haffs agierte, rückten auf Anklam vor. Unterwegs wurden die Reste der ausgebrochenen Stettiner Garnison zerschlagen, die sich nach Norden zurückgezogen hatte, und die deutschen Truppenteile die noch nördlich von Stettin verteidigten. Im Abschnitt der 70. Armee eingesetzt, brach das sowjetische 3. Garde-Panzerkorps (General Panfilow) im Zusammenwirken mit dem 47. Schützenkorps (Generalleutnant Dratwin) in Prenzlau ein.
Aus dem Brückenkopf Oranienburg kamen jetzt die 25. Panzer-Grenadier-Division als Verstärkung an, gleichzeitig traf die über Danzig zur See eingeschiffte 7. Panzerdivision am Kampffeld ein. Auf sowjetischer Seite wurde die 5. Garde-Division neu herangeführt und drängte die Reste des Korps der Verbände auf Templin und die Seenkette zwischen Lychen–Neubrandenburg zurück. Im Abschnitt westlich von Templin übernahm das aus Ostpreußen herangebrachte Generalkommando XXVII. Armeekorps (General Hörnlein) die Führung über die 547. Volksgrenadier-Division und Brigade 1001, beide Formationen gingen gegenüber der verfolgenden 49. Armee zurück.
Aus dem Raum Gransee–Löwenberg wurde die 1. RAD-Division Schlageter (Generalmajor Heun) zur Verstärkung in den Bereich des XXXXVI. Panzerkorps verlegt. Im Raum Neustrelitz versuchte die 7. Panzer-Division vergeblich gegen die bei Bergfeld und Goldenbaum durchgebrochenen sowjetischen Kräfte, eine Auffangstellung zu errichten. Die über Feldberg zugeführte 27. und 28. SS-Division musste sich über Neustrelitz auf Waren zurückziehen.
General Hoernlein übernahm am 28. April das Kommando über das XXVII. Armeekorps, das sich an der Linie Strasburg–Heinrichswald–Ferdinandshof–Ueckermünde auf Friedland abgesetzt hatte. Immer mehr deutsche Flüchtlinge und Verwundete strömten nach Anklam.
Am Morgen des 28. April fanden bereits im nahe gelegenen Ducherow Kämpfe statt, der Kampfkommandant von Anklam, Oberst Rudolf Petershagen versuchte den Kampf zu vermeiden. Der linke Flügel der vorrückenden 65. Armee nahm am 29. April die Städte Friedland und Neubrandenburg ein, am gleichen Tag brach die 46. Schützen-Division des 108. Schützenkorps in Anklam ein. Am 30. April besetzte die 90. Schützendivision unter Generalmajor Ljaschchenko die Stadt Greifswald. Der Kommandeur der 46. Schützen-Division, General Botschew nahm das Kapitulationsangebot der Greifswalder Parlamentäre an. Im Gegensatz zu den Nachbarstädten Anklam und Demmin wurde Greifswald vor der Zerstörung gerettet. Oberst Petershagen wurde wegen der kampflosen Übergabe zum Tode verurteilt. Deutsche Verbände, die sich durch das Peene-Tal zurückzogen, sahen Anklam in hellen Flammen. Die Stadt Stralsund wurde ebenfalls kampflos an Einheiten der 2. Stoßarmee übergeben. Die Stadt Demmin wurde zum Fanal für die seelischen Gräuel des Krieges. In der Nacht zum 1. Mai plündern Rotarmisten die mit Flüchtlingen überfüllte Kleinstadt, besonders die Frauen mussten großes Leid ertragen.

### Kriegsende an der Elde und Elbe
Ende April lagen östlich der Demarkationslinie an der Elde und Elbe noch keine sowjetischen Verbände, sondern Einheiten der Wehrmacht und der SS. In Mecklenburg drängten sowjetische Truppen bis zur Linie Neuruppin–Müritzsee–Rostock vor. Ihre Jagd- und Schlachtflieger griffen unterstützend in die Kämpfe um Mecklenburg ein. An der mecklenburgischen Seenplatte erfolgen am 30. April sowjetische Panzerdurchbrüche von Penzlin auf Waren und von Neubrandenburg auf Malchin. Alt-Strelitz und Malchin wurden unter Feuer genommen, bei den Kämpfen gingen große Teile der Orte in Flammen auf. In Neustrelitz brannte das Schloss, das Theater und weitere Gebäude ab. Beim XXXXVI. Panzerkorps nahm die 281. Infanterie-Division (General Ortner) eine Zwischenstellung bei Demzin ein. Die 28. SS-Division nahm gegenüber der verfolgenden sowjetischen 70. Armee bei Waren eine letzte Abwehrstellung ein. Das XXVII. Armeekorps gab die Stellung zwischen Wesenberg und Fürstenberg auf, nachdem die sowjetische 49. Armee südlich des Plauer- und Müritzsees nach Westen durchgebrochen war. Mirow und Wesenburg wurden von der 547. Volksgrenadierdivision geräumt, der Rückzug erfolgte auf Röbel.
Im Süden begleitete die sowjetische 61. Armee (General Below) den Vormarsch aus dem Raum Fehrbellin über den Hohenzollern-Kanal nach Havelberg zum Elbe-Abschnitt, deren linke Flanke sicherte die Vorhut der polnischen 1. Armee, die in Richtung auf Sandau vorging. Die Reste des CI. Armeekorps (General Sixt) musste Zehdenick aufgeben. Im Raum Rheinsberg wurden die Reste der nach Norden abgedrängten 5. Jäger-Division (Generalmajor Blaurock) eingekesselt, südlich davon bei Lindow kämpfte sich die 3. Marine-Division über Alt-Ruppin nach Westen zurück. Die Brigade Schirmer und die Reste der 4. SS-Polizei-Division wurde auf die Ruppiner Seenkette abgedrängt. Die Reste des XXXII. Armeekorps befanden sich auf dem Rückzug nach Güstrow. Die Truppen der 71. Schützen-Division (Oberst Nikolai Beljaew) des 47. Schützenkorps besetzten Malchin. Die 7. Panzerdivision erkämpfte sich westlich von Waren den Rückzug über Jabel, die 281. Infanterie-Division wurde auf den Krakower See gedrängt, nördlich davon ging die 25. Panzer-Grenadier-Division zwischen den Malchiner-Seen nach Teterow zurück.
Bei Wolgast zogen sich die deutschen Verbände am 30. April unter Feuerschutz von auf dem Peene verkehrenden Schiffen der Kriegsmarine an das jenseitige Peene-Ufer zurück, um von dort aus die auf die Stadt vorgehenden Truppen der sowjetischen 2. Stoßarmee unter Feuer zu nehmen. Deutsche Pioniereinheiten zündeten Sprengladungen an den Wolgaster Brücken, um den sowjetischen Truppen durch das Zerstören der Querungen den Weg auf die Insel Usedom abzuschneiden. Bis zum Morgen des 3. Mai wurde von sowjetischen Pionieren eine Behelfsbrücke über den Peene errichtet. Die 354. Schützen-Division (Generalmajor Wladimir Nikolajewitsch Janjgaw) des 105. Schützenkorps rückte in Grimmen ein. Die Kampfhandlungen endeten hier erst am 5. Mai, in Wolgast wurde eine russische Kommandantur eingerichtet.
Am 1. Mai erreichte die 70. Armee mit dem 3. Garde-Panzerkorps (Generalleutnant Panfilow) Rostock, am folgenden Tag besetzte die 3. Panzer-Brigade (Oberstleutnant Fedor Chrisanfowitsch Jegorow) die Küste säubernd auch Warnemünde. In den letzten Kriegstagen wurden noch mehr als 60.000 Flüchtlinge, Soldaten und Verwundete mit Kriegs- und Handelsschiffen über die Häfen Rostock und Wismar nach Westen evakuiert um der sowjetischen Gefangenschaft zu entgehen.

## Folgen

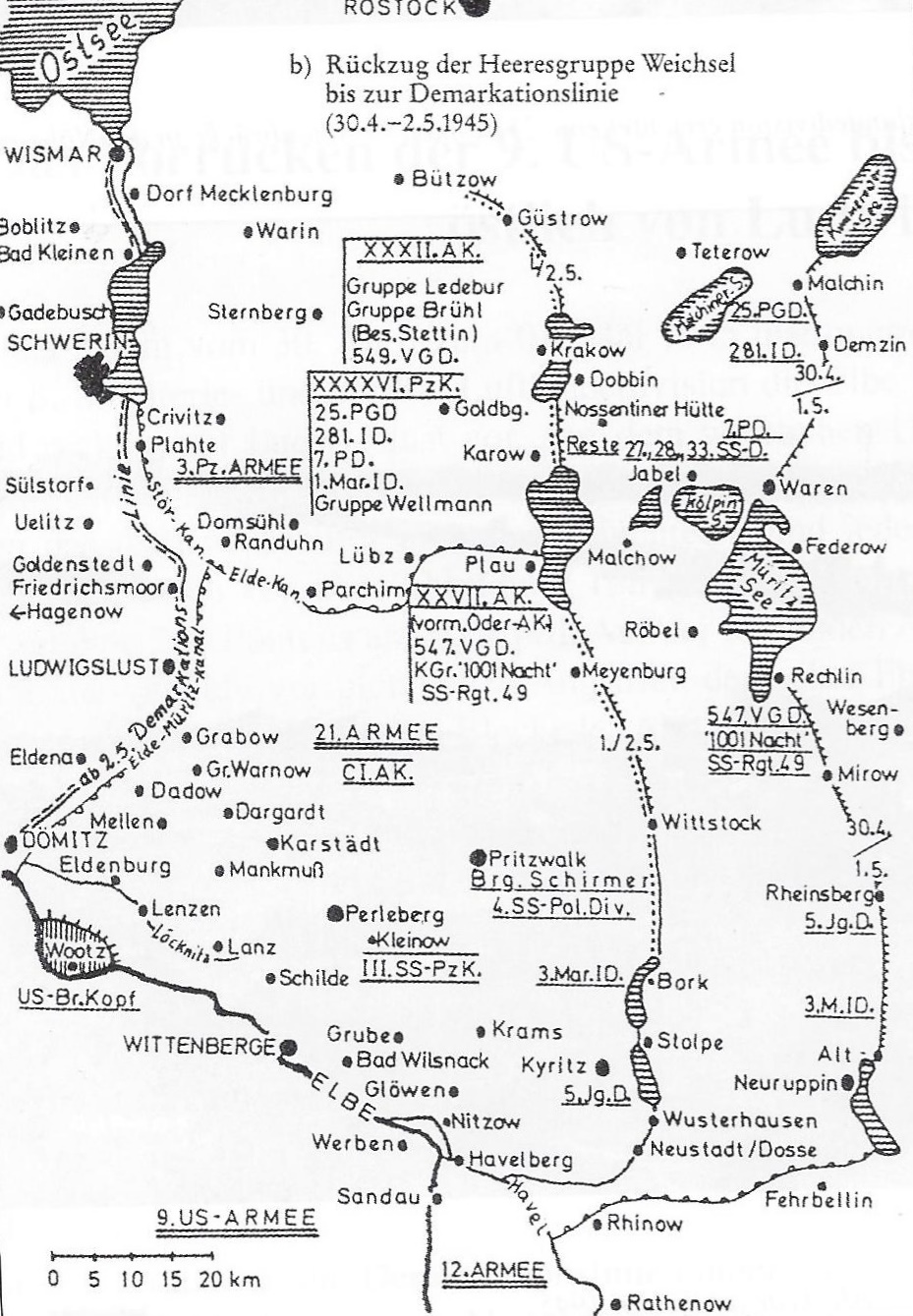
Der Rückzug der Heeresgruppe Weichsel zur Elbe

Obwohl Rokossowskis Operation keinen direkten Einfluss auf die Schlacht um Berlin hatte, band sie doch die Kräfte der 3. Panzerarmee und schloss so Kräfteverschiebungen an andere Frontabschnitte aus. Dadurch trug sie wesentlich zum schnellen Zusammenbruch der deutschen Oderfront bei. Der Rückzug gegenüber den sowjetischen Truppen an der Ostseeküste gab dem deutschen Oberkommando keine Möglichkeit mehr, evakuierte Truppen aus dem Kessel von Kurland zur Verteidigung Deutschlands an die Häfen Mecklenburgs auszulanden. Große Verbände der Wehrmacht zogen sich auf die Linie Ludwigslust, Grabow und Schwerin zurück um in US-amerikanische Gefangenschaft zu gehen. Vor den Truppen der 1. Ukrainischen Front war das Oberkommando der Wehrmacht von Zossen nach Nordwesten geflüchtet. Die 2. Weißrussische Front Rokossowskis besetzte in den letzten Kriegstagen in Vorpommern (Stralsund–Rostock), in Mecklenburg (bis kurz vor Schwerin) und das nördliche Brandenburg an der Linie Wittstock–Wittenberge.
Am 3. Mai nahm das sowjetische 3. Garde-Panzer-Korps südwestlich von Wismar Kontakt zu den vorderen Einheiten der britischen 2. Armee auf.
Am 4. Mai trafen die Truppen der 70., 49. Armee, 8. mechanisierten und 3. Garde-Kavalleriekorps an der Demarkationslinie mit den Truppen der britischen 21. Armeegruppe zusammen, die an einigen Stellen über die Elbe vorgedrungen waren. Teile der sowjetischen 19. Armee und Truppen der 2. Stoßarmee kämpften einen weiteren Tag um die Insel Wollin, Usedom und Rügen von deutschen Truppen zu säubern. Am 5. Mai besetzen Einheiten der 2. Stoßarmee Peenemünde; zwei Divisionen der 19. Armee landeten zur Säuberung auf der dänischen Insel Bornholm.
Bei Schwerin kam es zum Aufeinandertreffen zwischen der Roten Armee unter Marschall Konstantin Rokossowski und Soldaten der Westalliierten. Ein Treffen zwischen Feldmarschall Montgomery und Marschall Rokossowski fand am 7. Mai in Wismar statt. Die Demarkationslinie verlief zunächst östlich von Wismar–Schweriner See–Ludwigslust–Dömitz. Schwerin und Westmecklenburg wurden zuerst von Amerikanern und Briten besetzt, bevor am 1. Juli die Sowjets die Kontrolle übernehmen. Die Trennungslinie wurde gemäß den Beschlüssen der Konferenz von Jalta weiter nach Westen verlegt.